# Воловка (Смоленская область)
Воловка — деревня в Рославльском районе Смоленской области России. Входит в состав Ивановского сельского поселения. Население — 9 жителей (2007 год). 
Расположена в южной части области в 32 км к северо-востоку от Рославля, в 14 км южнее автодороги А101 Москва — Варшава («Старая Польская» или «Варшавка»), на берегу реки Алымовка. В 8 км южнее деревни расположена железнодорожная станция Щепоть на линии Рославль — Фаянсовая. 

## История
В годы Великой Отечественной войны деревня была оккупирована гитлеровскими войсками в августе 1941 года, освобождена в сентябре 1943 года.